# Кегичівка (станція)
Кегичі́вка — залізнична станція Харківської дирекції Південної залізниці. Розташована в смт Кегичівка.

## Історія
В 1897—1890 роках була збудована залізнична колія Лозова — Костянтиноград (зараз Красноград). Датою введення в дію станції вважається 17 вересня 1899 року.
Вже у 1900 році навколо станції виросло чимало пристанційних споруд, складів тощо. Багато збіднілих селян знаходять тут заробіток.
Зараз штат станції налічує 22 чоловіки. Значний обсяг робіт здійснюється по вантажообігу. Наприклад, за 5 місяців 2009 року завантажено 170 та розвантажено 45 вагонів.
У 2011 році розпочато роботи з реконструкції вокзалу, пов'язане з електрифікацією шляху Полтава — Лозова і впровадженням новітньої системи мікропроцесорної централізації з її небаченими доки функціями і можливостями. Це новий крок в перед в розвитку інфраструктури «Укрзалізниці».
Оновлену станцію відкрили після електрифікації у 2012-му році. Від станції відходить колія довжиною у 11 км. у смт. Слобожанське на цукровий завод.